# RAI Amsterdam

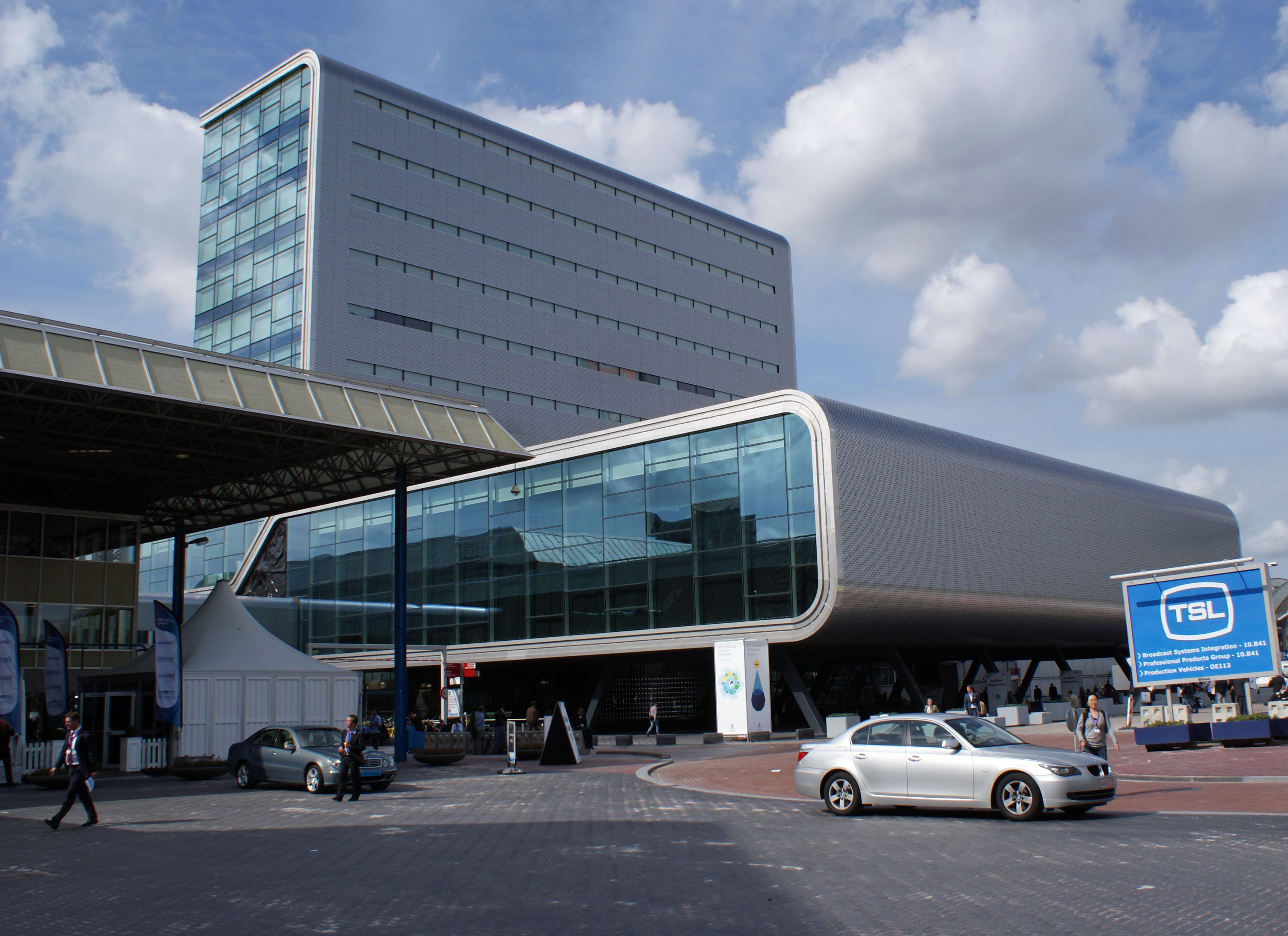
Amsterdam RAI

RAI Amsterdam ist das Messe- und Kongresszentrum der Stadt Amsterdam in Amsterdam-Zuid.
RAI steht für Rijwiel en Auto Industrie, der Verband der Fahrrad- und Automobilindustrie (RAI Vereniging) ist der größte Anteilseigner des Messekomplexes. Das RAI wurde 1961 eröffnet, danach erhielt es zahlreiche Erweiterungen. Als Architekt fungierte Alexander Bodon.
Jedes Jahr finden etwa 70 Messen und 50 internationale Konferenzen statt. Zur Verfügung stehen elf Hallenabschnitte und 48 Konferenzräume. Das Gesamtareal beträgt 87.000 m².
Die größte und älteste Halle ist die Europahal mit über 12.000 Sitzplätzen. Sie wurde 2015 zusammen mit der davor stehenden Werbesäule zum Rijksmonument erklärt.